# Laval—Deux-Montagnes
Pour les articles homonymes, voir Laval et Deux-Montagnes (homonymie).
Laval—Deux-Montagnes fut une circonscription électorale fédérale située dans la région des Laurentides et Laval au Québec, représentée de 1917 à 1949.
La circonscription apparut en 1914 à partir des circonscriptions de Laval et Deux-Montagnes. Elle fut abolie en 1947 et redistribuée parmi les circonscriptions de Laval et d'Argenteuil—Deux-Montagnes. 

## Géographie
En 1933, la circonscription de Laval—Deux-Montagnes comprenait:
- Le comté de Laval, excluant les municipalités de Pont-Viau et Laval-des-Rapides
- Le comté de Deux-Montagnes, excepté une partie des municipalités de Saint-Colomban et de Saint-Canut

## Députés
1. 1917-1925 — Joseph-Arthur Éthier, PLC
2. 1925-1930 — Liguori Lacombe, PLC
3. 1930-1935 — Arthur Sauvé, Cons.
4. 1935-1948 — Liguori Lacombe, PLC (2)
5. 1948¹-1949 — Léopold Demers, PLC

- PLC = Parti libéral du Canada
- ¹ = Élection partielle